# تصفيات إفريقيا لكأس العالم تحت 16 سنة 1985
كانت تصفيات إفريقيا لكأس العالم تحت 16 سنة 1985 هي أول نسخة تأهيلية ينظمها الاتحاد الإفريقي لكرة القدم (الكاف) في بطولة العالم تحت 16 سنة . تأهل الفائزون الثلاثة إلى بطولة العالم تحت 16 سنة 1985 .

## الدور الأول
تأهل الفائزون إلى الجولة الثانية.
| الفريق الأول | إجم. | الفريق الثاني | مباراة الذهاب | مباراة الإياب |
| ------------ | ---- | ------------- | ------------- | ------------- |
| غينيا        | 3–1  | الجزائر       | 3–1           | 0–0           |
| زامبيا       | 4–2  | ليسوتو        | 3–0           | 1–2           |

| غينيا | 3–1 | الجزائر |
| ----- | --- | ------- |
|       |     |         |

| الجزائر | 0−0 | غينيا |
| ------- | --- | ----- |
|         |     |       |

تأهلت غينيا بعد الفوز بنتيجة 3−1 في مجموع المباراتين.
| زامبيا | 3−0 | ليسوتو |
| ------ | --- | ------ |
|        |     |        |

| ليسوتو | 2−1 | زامبيا |
| ------ | --- | ------ |
|        |     |        |

تأهلت زامبيا بعد الفوز بنتيجة 4−2 في مجموع المباراتين.

## الدور الثاني
تأهل الفائزون إلى بطولة العالم تحت 16 سنة لكرة القدم 1985.
| الفريق الأول | إجم.         | الفريق الثاني | مباراة الذهاب | مباراة الإياب |
| ------------ | ------------ | ------------- | ------------- | ------------- |
| نيجيريا      | 2–1          | توغو          | 1–0           | 1–1           |
| مصر          | 1–2          | غينيا         | 1–1           | 0–1           |
| زامبيا       | 2–2 (2–4 ج.) | الكونغو       | 2–0           | 0–2           |

| نيجيريا | 1−0 | توغو |
| ------- | --- | ---- |
|         |     |      |

| توغو | 1−1 | نيجيريا |
| ---- | --- | ------- |
|      |     |         |

تأهلت نيجيريا بعد الفوز 2-1 في مجموع المباراتين.
| مصر | 1−1 | غينيا |
| --- | --- | ----- |
|     |     |       |

| غينيا | 1−0 | مصر |
| ----- | --- | --- |
|       |     |     |

تأهلت غينيا بعد الفوز بنتيجة 2−1 في مجموع المباراتين.
| زامبيا | 2–0 | الكونغو |
| ------ | --- | ------- |
|        |     |         |

| الكونغو       | 2–0 | زامبيا |
| ------------- | --- | ------ |
|               |     |        |
| ركلات الترجيح |     |        |
|               | 4–2 |        |

تأهلت الكونغو بركلات الترجيح 4–2 بعد التعادل 2–2 في مجموع المباراتين.

## الدول المشاركة في بطولة العالم تحت 16 سنة 1985
الفرق ال3 التي تأهلت لبطولة العالم تحت 16 سنة لكرة القدم 1985.
- الكونغو
- غينيا
- نيجيريا

## روابط خارجية
- Details qualifying - rsssf.com